# Casco de rugby

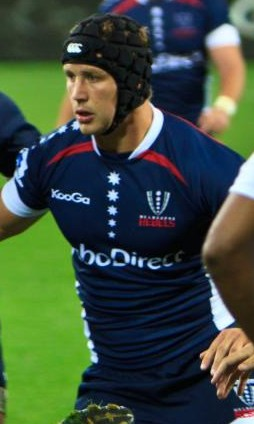
Rugbista usando un casco.

El casco de rugby es un protector de cabeza utilizada por los rugbistas, principalmente los forwards. Protegen sobre todo las orejas en el scrum y reducen la gravedad de una contusión cerebral.
Una alternativa más simple a un casco, es usar cinta envuelta alrededor de las orejas y cubrirla con una banda para la cabeza. Esto claramente no evita un traumatismo craneoencefálico, finalidad perseguida por el casco.

## Historia

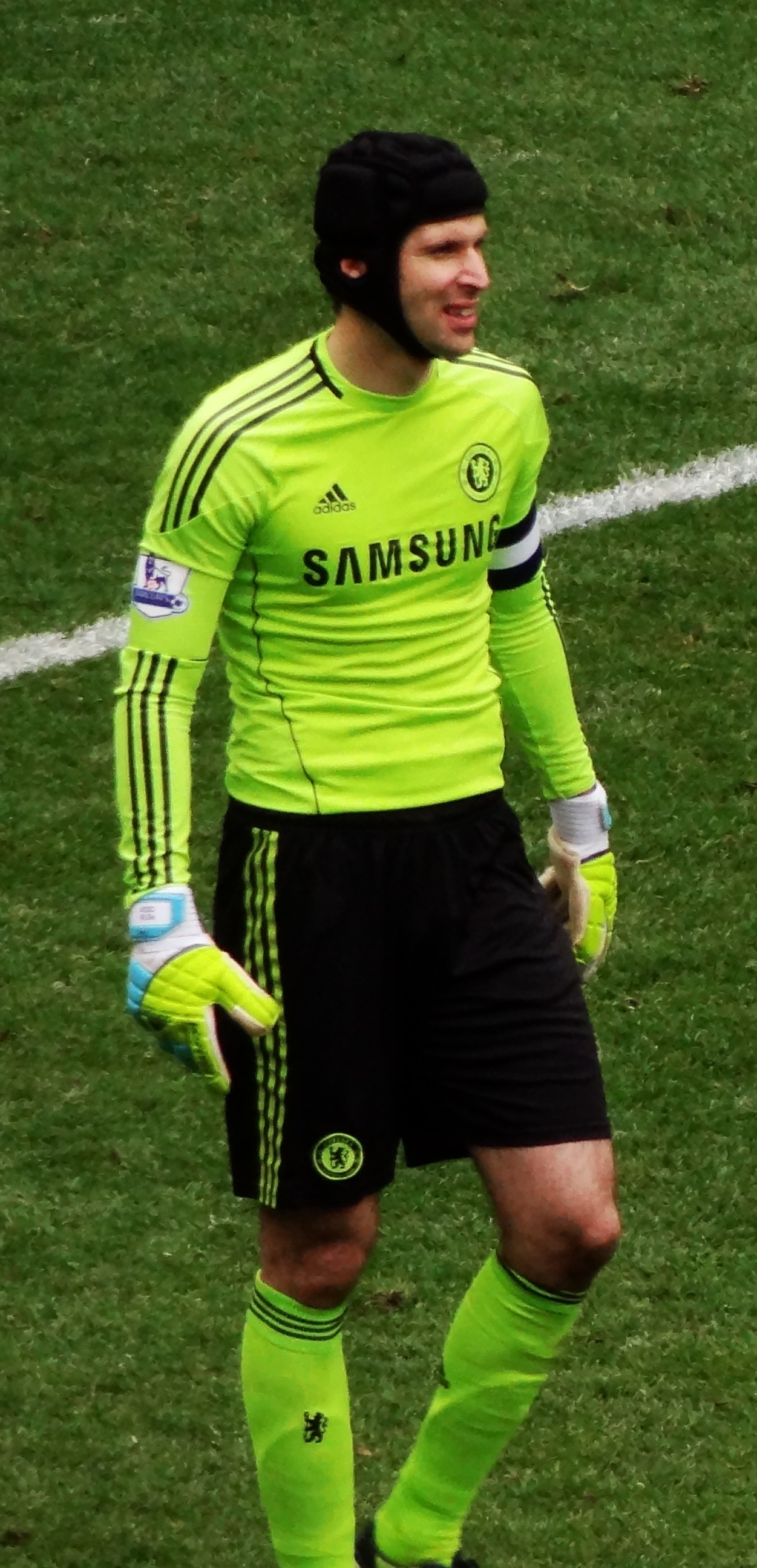
El futbolista Petr Čech usaba casco.

El casco de rugby fue utilizado por primera vez en el Christ's College de Finchley y a Eurig Evans se le atribuye su diseño. Se construyó de una tela delgada con acolchado sobre las orejas, sostenido en su lugar por una correa. Los modelos actuales generalmente están hechos de espuma delgada.
El casco se regula en la Regla 12 del reglamento del rugby, como hecho de materiales blandos y delgados. Los materiales rígidos, como los plásticos, están prohibidos y las hebillas no están permitidas. La Regulación 12 también da detalles sobre las normas de prueba para este casco y todos deben llevar un logotipo de aprobación de World Rugby.

## Protección anti-contusiones
Desde principios de los años 1990, los jugadores han tomado el uso de cascos de rugby. Esto está destinado a proteger de cortes y lesiones en la cabeza que pueden ocurrir por contacto incidental en tackles o rucks. Si bien pueden prevenir algunos cortes y abrasiones, no se ha demostrado que dicho tocado reduzca las lesiones por conmoción cerebral.

## Opiniones
World Rugby no ha hecho que los cascos de rugby sean obligatorios y muchos jugadores y médicos están divididos sobre su utilidad. Sin embargo Nigel Owens, el árbitro internacional de alta reputación, ha sugerido que el uso de cascos sea obligatorio para todos los jugadores y principalmente para los equipos juveniles.
El exrugbista Mike Tindall, quien fue capitán de Inglaterra, criticó su uso por parte de los jugadores juveniles; diciendo que tuvieron un resultado perjudicial en la capacidad de abordar las indicaciones. El exjugador Jonathan Davies, internacional con los Dragones rojos, de modo parecido sentía que no tendrían que ser obligatorios; cuando los golpes eran parte del juego.